# Rote Raben Vilsbiburg 2020-2021
Questa voce raccoglie le informazioni riguardanti il Rote Raben Vilsbiburg nelle competizioni ufficiali della stagione 2020-2021.

## Organigramma societario
Area direttiva
- Presidente: André Wehnert

Area tecnica
- Allenatore: Florian Völker
- Allenatore in seconda: Thrasyvoulos Efstathopoulos
- Scoutman: Rebekka Schneider

Area sanitaria
- Medico: Karl-Heinz Attenberger, Rüdiger Meesters, Gudrun Mendler
- Fisioterapista: Maximilian Hartl, Maximilian Häußler

## Rosa
| N° | Nome               | Ruolo | Data di nascita  | Nazionalità sportiva |
| -- | ------------------ | ----- | ---------------- | -------------------- |
| 2  | Simona Dammer      | L     | 25 agosto 2002   | Germania             |
| 3  | Luisa Keller       | S     | 25 agosto 2001   | Germania             |
| 4  | Danielle Brisebois | S     | 12 agosto 1994   | Canada               |
| 5  | Lena Möllers       | P     | 6 gennaio 1990   | Germania             |
| 6  | Corina Glaab       | P     | 25 maggio 2000   | Germania             |
| 9  | Myrthe Schoot      | L     | 29 agosto 1988   | Paesi Bassi          |
| 11 | Josepha Bock       | C     | 23 gennaio 2000  | Germania             |
| 12 | Alexis Conaway     | S     | 12 gennaio 1996  | Stati Uniti          |
| 13 | Kayla Haneline     | C     | 7 aprile 1994    | Stati Uniti          |
| 14 | Nikki Taylor       | O     | 23 luglio 1995   | Stati Uniti          |
| 15 | Jodie Guilliams    | S     | 26 aprile 1997   | Belgio               |
| 16 | Jazmine White      | C     | 14 dicembre 1993 | Canada               |
| 18 | Alexis Hart        | O     | 23 maggio 1998   | Stati Uniti          |

## Statistiche

### Statistiche di squadra
| Competizione      | Punti | In casa | In casa | In casa | In trasferta | In trasferta | In trasferta | Totale | Totale | Totale |
| Competizione      | Punti | G       | V       | P       | G            | V            | P            | G      | V      | P      |
| ----------------- | ----- | ------- | ------- | ------- | ------------ | ------------ | ------------ | ------ | ------ | ------ |
| 1. Bundesliga     | 33    | 11      | 4       | 7       | 11           | 6            | 5            | 22     | 10     | 12     |
| Coppa di Germania | -     | 1       | 0       | 1       | 1            | 1            | 0            | 2      | 1      | 1      |
| Totale            | -     | 12      | 4       | 8       | 12           | 7            | 5            | 24     | 11     | 13     |

G = partite giocate; V = partite vinte; P = partite perse

### Statistiche dei giocatori
| Giocatore    | 1. Bundesliga | 1. Bundesliga | 1. Bundesliga | 1. Bundesliga | 1. Bundesliga | Coppa di Germania | Coppa di Germania | Coppa di Germania | Coppa di Germania | Coppa di Germania | Totale | Totale | Totale | Totale | Totale |
| Giocatore    | P             | PT            | AV            | MV            | BV            | P                 | PT                | AV                | MV                | BV                | P      | PT     | AV     | MV     | BV     |
| ------------ | ------------- | ------------- | ------------- | ------------- | ------------- | ----------------- | ----------------- | ----------------- | ----------------- | ----------------- | ------ | ------ | ------ | ------ | ------ |
| J. Bock      | 22            | 156           | 92            | 45            | 19            | 2                 | 17                | 8                 | 4                 | 5                 | 24     | 173    | 100    | 49     | 24     |
| D. Brisebois | 22            | 354           | 303           | 35            | 16            | 2                 | 23                | 20                | 2                 | 1                 | 24     | 377    | 323    | 37     | 17     |
| A. Conaway   | 10            | 18            | 12            | 6             | 0             | 2                 | 17                | 14                | 3                 | 0                 | 12     | 35     | 26     | 9      | 0      |
| S. Dammer    | 19            | 1             | 0             | 0             | 1             | 1                 | 0                 | 0                 | 0                 | 0                 | 20     | 1      | 0      | 0      | 1      |
| C. Glaab     | 21            | 10            | 1             | 2             | 7             | 1                 | 0                 | 0                 | 0                 | 0                 | 22     | 10     | 1      | 2      | 7      |
| J. Guilliams | 22            | 294           | 259           | 17            | 18            | 2                 | 24                | 20                | 1                 | 3                 | 24     | 318    | 279    | 18     | 21     |
| K. Haneline  | 21            | 189           | 128           | 47            | 14            | 2                 | 22                | 15                | 5                 | 2                 | 23     | 211    | 143    | 52     | 16     |
| A. Hart      | 12            | 44            | 44            | 0             | 10            | -                 | -                 | -                 | -                 | -                 | 12     | 44     | 44     | 0      | 10     |
| L. Keller    | 22            | 185           | 135           | 20            | 30            | 2                 | 21                | 18                | 1                 | 2                 | 24     | 206    | 153    | 21     | 32     |
| L. Möllers   | 22            | 85            | 33            | 37            | 15            | 2                 | 14                | 6                 | 3                 | 5                 | 24     | 99     | 39     | 40     | 20     |
| M. Schoot    | 19            | 0             | 0             | 0             | 0             | 2                 | 0                 | 0                 | 0                 | 0                 | 21     | 0      | 0      | 0      | 0      |
| N. Taylor    | 4             | 28            | 22            | 4             | 2             | -                 | -                 | -                 | -                 | -                 | 4      | 28     | 22     | 4      | 2      |
| J. White     | 6             | 27            | 22            | 5             | 0             | -                 | -                 | -                 | -                 | -                 | 6      | 27     | 22     | 5      | 0      |

P = presenze; PT = punti totali; AV = attacchi vincenti; MV = muri vincenti; BV = battute vincenti